# VII milenio a. C.

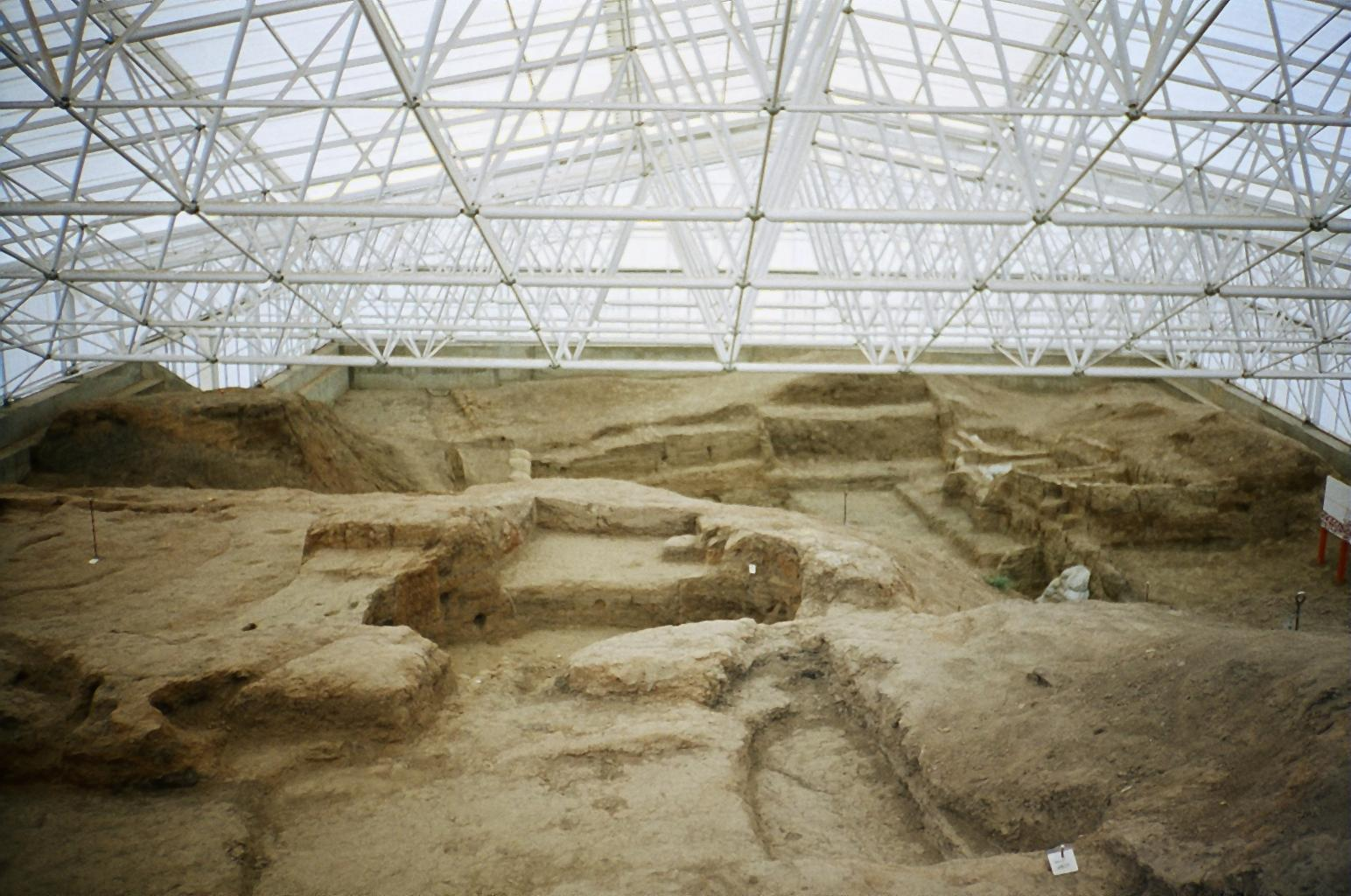
Una excavación arqueológica en el área sur de la antiquísima aldea de Çatalhöyük.

El vii milenio a. C. comenzó el 1 de enero del año 7000 a. C. y terminó el 31 de diciembre de 6001 a. C.
En el séptimo milenio antes de la era común (entre el 7000 y el 6001 a. C.), la agricultura se difundió desde Anatolia (Turquía) a Bulgaria y Montenegro (Balcanes), pero no a Grecia ni Italia.
La población mundial se mantuvo estable en alrededor de 5 millones de personas, las cuales vivían en todas partes del planeta en pequeñas tribus nómadas dedicadas a la recolección y la caza.
En las comunidades agrícolas de Oriente Medio se logra domesticar a la vaca y se hace común el uso de recipientes de cerámica, difundiéndose su uso en Europa y el sur de Asia. Se producen los primeros adornos en metal (oro, plata y cobre).
En varios lugares del mundo siguen teniendo lugar las inmensas inundaciones que comenzaron en el 12 000 a. C. y continuarán hasta el 5000 a. C.

## Cambios ambientales
- Entre el 6465 y el 6415 a. C.: el volcán del lago Kurile en la península de Kamchatka (actual Rusia) erupciona con fuerza 7. Es el segundo más grande del Holoceno.
- Alrededor del 6500 a. C.: el elevamiento del nivel del mar forma el canal de la Mancha, separando a Francia de las islas británicas.
- C. 6100 a. C.: en Storegga (mar de Noruega), el último de los tres deslizamientos bajo el agua causa un megatsunami que deja trazas hasta en Escocia.
- C. 6000 a. C.
  - El elevamiento del nivel del mar forma el estrecho de Torres, separando a Australia de Nueva Guinea.
  - La temperatura del Atlántico Norte baja unos 3 a 6 °C debido a las inundaciones.
  - En Long Island (actual Estados Unidos) aparecen plantas de hoja caduca.

## Culturas
- En China comienza la cultura Peiligang.
- En China aprenden a cultivar el arroz, la soya, el mijo y el ñame.
- En el Oeste de Asia comienza la alfarería.
- En Creta se producen los primeros asentamientos neolíticos.
- En Serbia se construye la aldea mesolítica Lepenski Vir.
- En Mehrgarh (actual Baluchistán) comienza un asentamiento neolítico agrícola.
- En Nueva Guinea comienza la agricultura entre los pueblos papuanos.[1]
- 6000 a. C.: en el suroeste de Irán, la región ocupada por la cultura de Elam se convierte en una región cultivada.
- En Ain Ghazal (actualmente un suburbio al este de Amán, capital de Jordania), un artista jordano modela una figura de arcilla que ahora se encuentra en el Museo Nacional de Amán. Demuestra no solo una vida sedentaria, sino el desarrollo del trabajo artístico, que sugiere que en esta aldea había una civilización bien desarrollada.
- C. 7000 a. C.: inicia el período Cenolítico de la Etapa Lítica en México.[2]
- C. 7000 a. C.: en la costa pacífica de Guatemala se empieza a cultivar el chile picante, la calabacita, la calabaza y el aguacate (según Bailey, 1973).
- 6500 a. C.: en Mesopotamia comienza la cultura de Jarmo.
- En Englefiel, en los fiordos del sur de Chile, comienza la primera ocupación.
- Entre el 6500 y el 5500 a. C.: en la aldea de Çatalhöyük (Turquía), los habitantes comercian con la obsidiana.

## Acontecimientos
- 7500 a. C.: se inventan las primeras embarcaciones (canoas hechas de troncos ahuecados). Posteriormente se les agregaron remos para poder avanzar y dirigirlas.
- C. 7000 a. C.:
  - De esta época son las seis flautas halladas en el yacimiento de Jiahu (China), hechas con huesos de grulla y con diferentes orificios, lo cual puede significar que se manejaban diferentes tonalidades.[3]
  - Elam (suroeste de Irán) se convierte en la primera región agrícola del mundo (su población abandona el nomadismo y se vuelve sedentaria).
  - En Mesopotamia inventan las primeras cerámicas.
  - Estatuillas de yeso encontradas en Israel y Jordania datan de esta época.[3]
  - Invención del telar en Oriente Medio.[3]
  - La ciudad de Çhatal Hüyük, en la actual Turquía, está conformada por casas con paredes de piedra decoradas con pinturas de animales y paisajes, y esculturas de cabezas de buey y leopardo.[3]
  - Primeros cultivos en México y Perú: calabaza, aguacate, papa, pimiento o chile y frijol.[3]
  - Proliferan en Oriente Medio los poblados cuya base económica es la explotación agropecuaria.[3]
- 7000-6750 a. C.: en el Oriente Medio se domestican la vaca, el cerdo, la oveja y la cabra.
- 7000-5000 a. C.: en Anatolia se han encontrado representaciones de actividades religiosas que datan de esta época y evidencian el uso de timbales y otros instrumentos de percusión.[3]
- C. 6850-4800 a. C.: en Tesalia (Grecia), la cultura Sesclo realiza una agricultura avanzada y un uso muy temprano de la alfarería.
- 6500 a. C.:
  - En China comienza la cultura Houli.
  - En China termina el periodo Paleolítico y comienza el Neolítico.
  - En el desierto de Judea (actual Israel) se empieza a utilizar la técnica de tejido llamada naalebinding (en danés ‘atar con aguja’). En Dinamarca aparece en el 4500 a. C. Hay otros ejemplos en la península arábiga, el antiguo Egipto, las islas británicas y Escandinavia.
  - En el valle del Yangtsé empieza a cultivarse el arroz.
  - En Escandinavia desarrollan dos razas de perros no lobos.
  - En Jarmo logran domesticar el cerdo.
  - En Turquía domestican el ganado.
  - Jericó es una aldea formalmente constituida y amurallada en el valle del río Jordán. Cuenta para la época con 2500 habitantes.
- 6500-6000 a. C.: Se extiende el cultivo del trigo y la cebada a lo largo del valle del Nilo. Hacia la misma época se difunden estos cultivos por Europa, así como la domesticación de ovejas y vacas.[3]
- C. 6500-5500 a. C.: en la aldea de Çatalhöyük (Turquía) —de unos 5000 habitantes— comercian con la obsidiana.
- C. 6200 a. C.: en China comienza la cultura Xinglongwa.
- C. 6000 a. C.: en China empieza la cultura Cishan.
- 6200 a. C.: 
  - En distintos lugares del mundo, los humanos aprenden a fundir metales (oro y cobre) y hacer aleaciones.
  - Primera muestra conocida de metalurgia: fundición de cobre de  Çhatal Hüyük (Turquía).[3]
- 6000 a. C.
  - En China se desarrolla la aldea Banpo.
  - En Jericó (Canaán) se fabrican los primeros ladrillos cocidos.
  - En la aldea de Çatal Höyük (Turquía) pintan mapas en las paredes.
  - En la zona de los Balcanes aparece la agricultura, tecnología proveniente posiblemente de Anatolia (Turquía).
  - En la costa este del Mediterráneo (Líbano, Israel), algunas formas de cerámica se vuelven decorativas (no solo funcionales).
  - Primeros registros de apicultura. Algunas pinturas en piedra —en cuevas de África y la zona de Valencia (al oriente de España)— muestran hombres recogiendo miel de los árboles o huecos en las piedras, mientras las abejas vuelan alrededor.
  - En el Sahara Oriental, se comienza a utilizar el pastoreo y el cultivo de cereales.
  - Hacia el 6000 a. C. en Norteamérica se empiezan a producir mejores herramientas, se inventa la cerámica, la construcción de montículos para entierro, y los jardines. Se usan piedras para moler alimentos. Se comienzan a cazar bisontes y animales más pequeños.
  - Los mexicanos empiezan a producir una incipiente agricultura.
  - En la Cueva del Guitarrero (Perú) se atan y entretejen fibras vegetales para hacer canastas y alfombras.
  - En Australia se realizan figuras pintadas en la roca, incluidos peces de agua salada y cocodrilos.